# Ousse-Suzan
Ousse-Suzan ist eine französische Gemeinde mit 285 Einwohnern (Stand 1. Januar 2022) im Département Landes in der Region Nouvelle-Aquitaine. Sie gehört zum Kanton Pays Morcenais Tarusate und zum Arrondissement Mont-de-Marsan. 
Sie grenzt im Norden an Ygos-Saint-Saturnin, im Osten an Saint-Martin-d’Oney, im Süden an Saint-Yaguen, im Südwesten an Beylongue und im Nordwesten an Villenave. 

## Bevölkerungsentwicklung
| Jahr      | 1962 | 1968 | 1975 | 1982 | 1990 | 1999 | 2008 | 2015 |
| --------- | ---- | ---- | ---- | ---- | ---- | ---- | ---- | ---- |
| Einwohner | 335  | 294  | 254  | 271  | 292  | 252  | 239  | 267  |

## Sehenswürdigkeiten
- Kirche Saint-Blaise in Ousse
- romanische Kirche Saint-Jean-Baptiste in Suzan

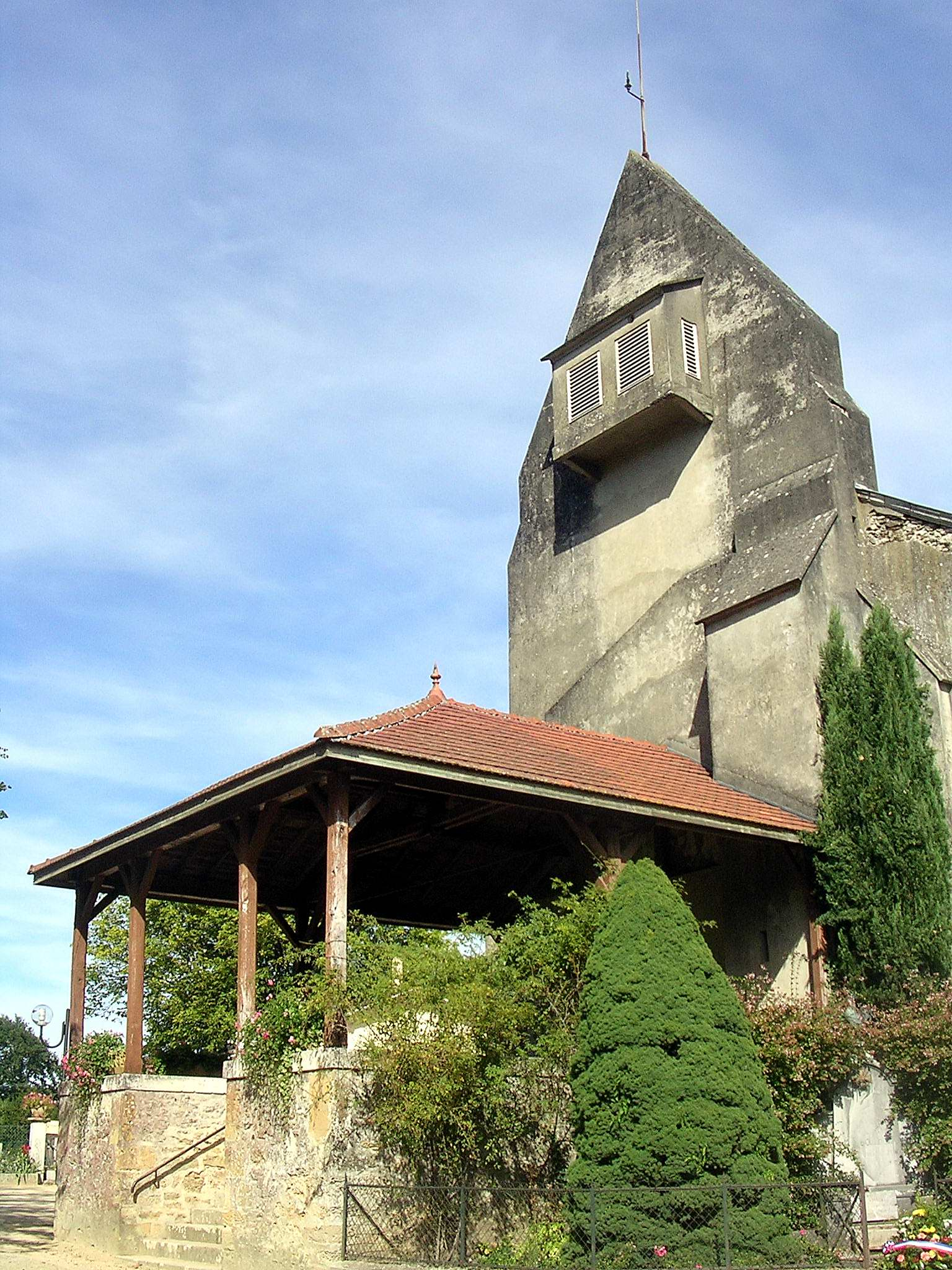
Kirche Saint-Blaise
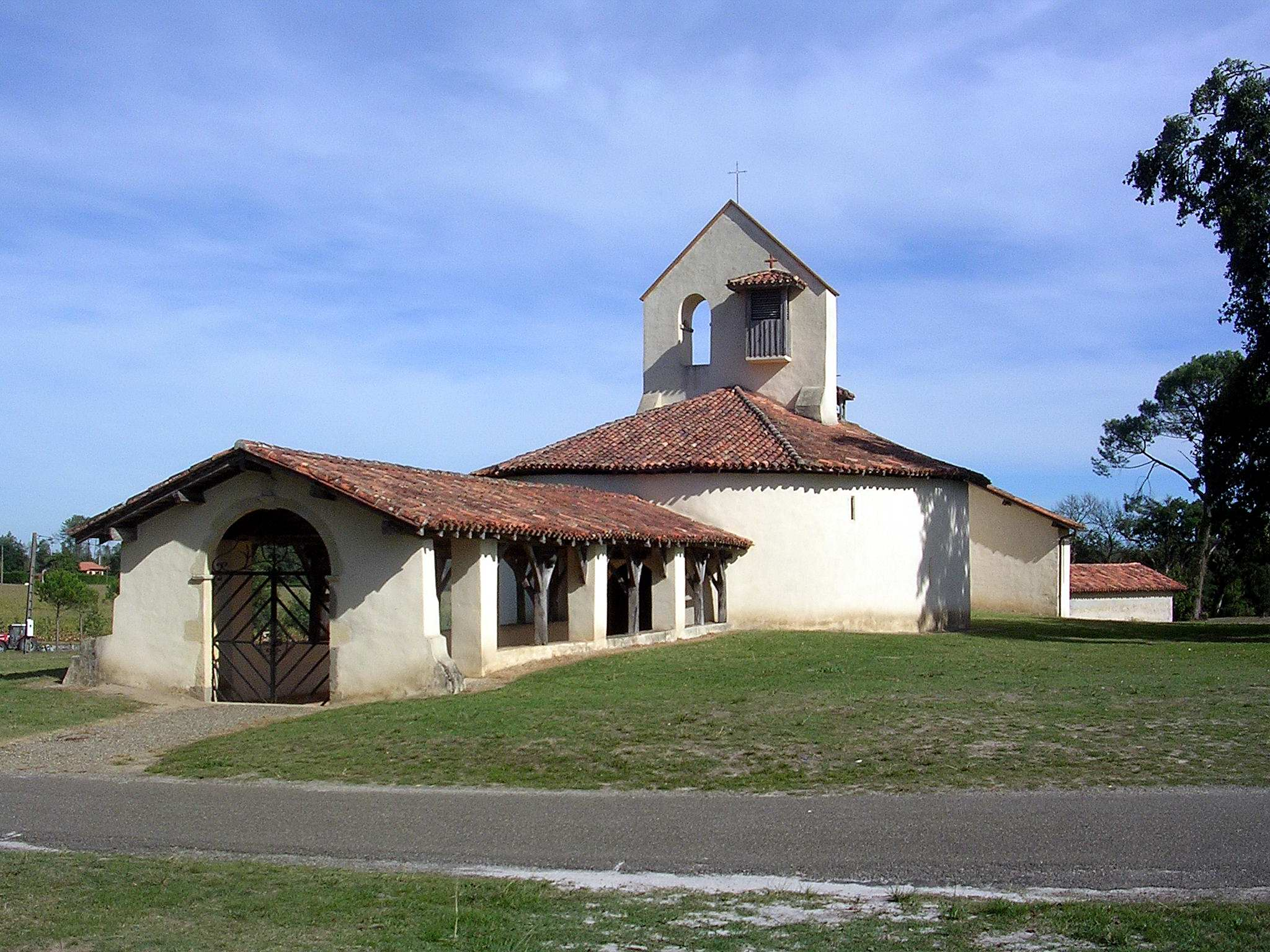
Kirche Saint-Jean-Baptiste